# Kauhava
Kauhava est une ville de l'Ouest de la Finlande, dans la région d'Ostrobotnie du Sud.
Les communes de Alahärmä, Kortesjärvi y Ylihärmä ont fusionné avec la ville de Kauhava le 1er janvier 2009.

## Géographie
Des plaines à perte de vue, des champs, quelques forêts. Kauhava est une commune typique d'Ostrobotnie, très semblable à ses voisines.
La commune est bordée à l'ouest par la rivière Lapuanjoki. Le relief s'élève en pente douce vers l'est, sans être jamais vraiment discernable.
La nationale 19 Jalasjärvi-Nykarleby traverse la municipalité. La capitale régionale Seinäjoki est à 40 km, Vaasa à 80 km et Helsinki à 400 km.
Les municipalités voisines sont Evijärvi, Isokyrö, Lappajärvi, Lapua, Pedersöre, Seinäjoki, Uusikaarlepyy et Vöyri.

## Démographie
Depuis 1980, la démographie de Kauhava a évolué comme suit, :
| Année      | 1980   | 1985   | 1990   | 1995   | 2000   | 2005   |
| ---------- | ------ | ------ | ------ | ------ | ------ | ------ |
| population | 19 924 | 20 359 | 20 231 | 19 877 | 18 967 | 18 248 |
| Année      | 2010   | 2016   | 2020   |        |        |        |
| population | 17 308 | 16 599 | 15 716 |        |        |        |

## Économie
L'agriculture et l'industrie agro-alimentaire restent des moteurs essentiels de l'économie locale.
En plus de cela, Kauhava est la ville de la coutellerie en Finlande. À l'âge d'or elle a compté jusqu'à 5 usines. Il n'en reste aujourd'hui plus qu'une qui fabrique toujours le fameux puukko finlandais.
Depuis les années 1930, son aérodrome accueille également l'école de l'armée de l'air.
En 2020, les principales entreprises de Kauhava par chiffre d'affaires sont:
| Société                | C.A.  |
| ---------------------- | ----- |
| MSK Cabins Oy          | 84 M€ |
| Lillbacka Powerco Oy   | 33 M€ |
| MSK Plast Oy           | 23 M€ |
| Unico Finland          | 20 M€ |
| Jylhän sähköosuuskunta | 13 M€ |
| Pellon Group Oy        | 12 M€ |
| Härmän Kuntoutus Oy    | 12 M€ |
| Suomen Maa-autot Oy    | 12 M€ |
| E-P:n Minkinrehu Oy    | 12 M€ |
| Domretor Oy            | 8 M€  |

## Administration et politique

### Conseil municipal
Les élections municipales finlandaises de 2017 ont attribué les 43 sièges de conseillers municipaux comme suit: keskusta 20 sièges, kokoomus 9 sièges, perussuomalaiset 5 sièges, SDP 4 sièges, kristillisdemokraatit 4 sièges et Pro Kauhava 1 siège

### Élections municipales
Répartition des voix lors des dernières élections municipales :
| Année | KESK  | KESK | KOK   | KOK  | PS    | PS   | SDP  | SDP | KD   | KD  | VAS  | VAS | VIHR | VIHR | autres | autres |
| Année | Voix  | %    | Voix  | %    | Voix  | %    | Voix | %   | Voix | %   | Voix | %   | Voix | %    | Voix   | %      |
| 2017  | 3 759 | 44,4 | 1 722 | 20,3 | 1 180 | 13,9 | 842  | 9,9 | 739  | 8,7 | 120  | 1,4 | 68   | 0,8  | 40     | 0,5    |

## Transports

### Ferroviaire
La gare de Kauhava est sur la voie ferrée Seinäjoki–Oulu à environ 38 km au nord de Seinäjoki.
L'été, les trains s'arrêtent aussi à la gare de Härmä, que des bus relient au PowerPark.

### Routier
Kauhava est desservie par la  (Jalasjärvi – Seinäjoki – Lapua – Kauhava – Uusikaarlepyy) et la  (Kauhava – Kaustinen – Ylivieska).
Kauhava est aussi desservie par la seututie 733 et par la seututie 723.
Les distances aux destinations principales sont :
- Helsinki 396 km
- Tampere 215 km
- Turku 336 km
- Oulu 286 km
- Lahti 325 km
- Kuopio 299 km
- Jyväskylä 206 km
- Pori 214 km
- Vaasa 80 km
- Seinäjoki 39 km
- Lapua 17 km
- Ylivieska 157 km

### Aérien
L'Aérodrome de Kauhava est situé à 3 km du centre-ville.

## Villes jumelles
| Ville | Ville                   | Pays | Pays     |
| ----- | ----------------------- | ---- | -------- |
|       | Commune de Aegviidu (d) |      | Estonie  |
|       | Garður (d)              |      | Islande  |
|       | Hultsfred               |      | Suède    |
|       | Jevnaker                |      | Norvège  |
|       | Lemvig (en)             |      | Danemark |
|       | Nybro                   |      | Suède    |
|       | Rapla City (d),         |      | Estonie  |
|       | Rygge                   |      | Norvège  |
|       | Skærbæk (en)            |      | Danemark |
|       | Vimmerby                |      | Suède    |
|       | Ölfus                   |      | Islande  |

## Personnalités
- Kyösti Virrankoski, député européen.
- Antti Tuuri, écrivain.

## Galerie

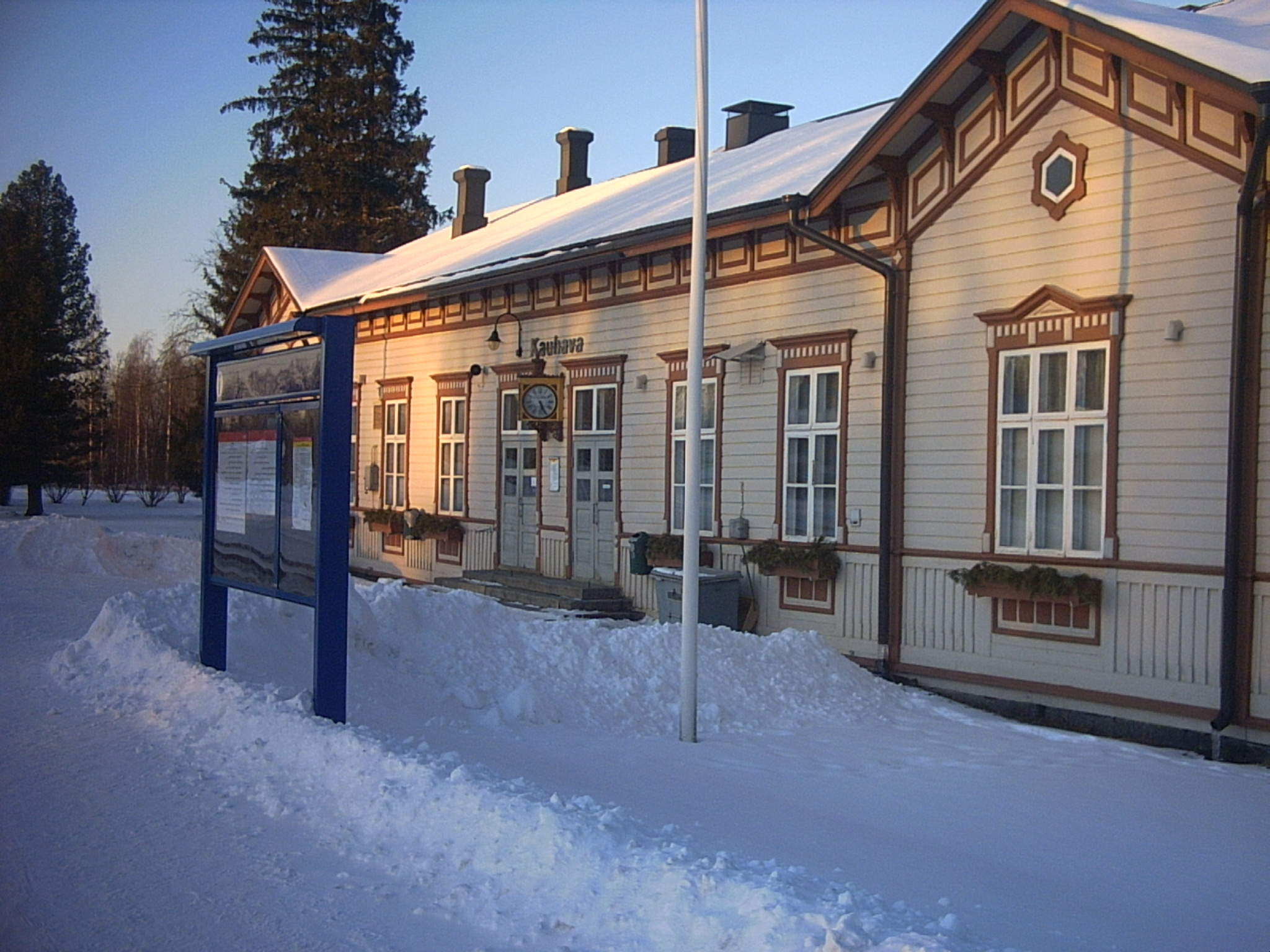
La gare ferroviaire de Kauhava
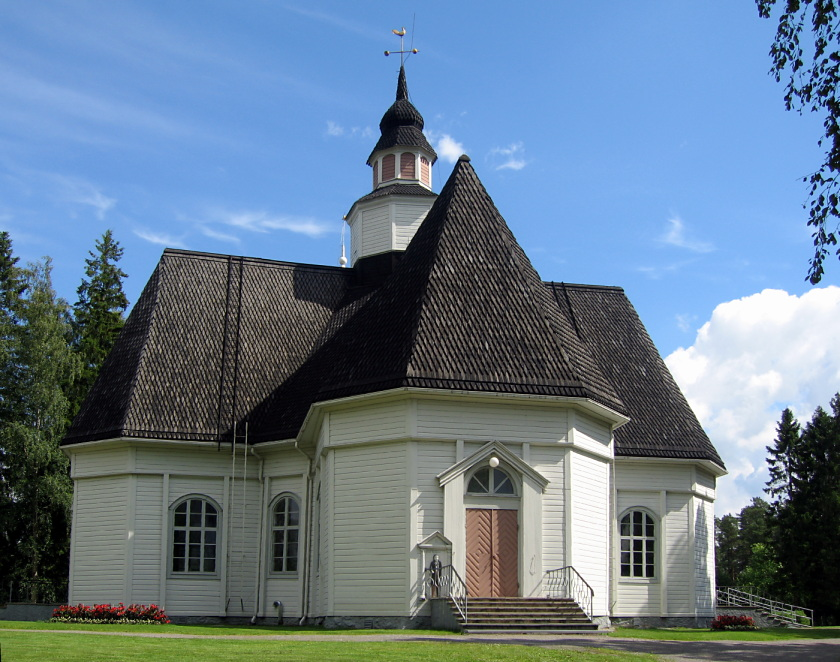
L'église d'Ylihärmä
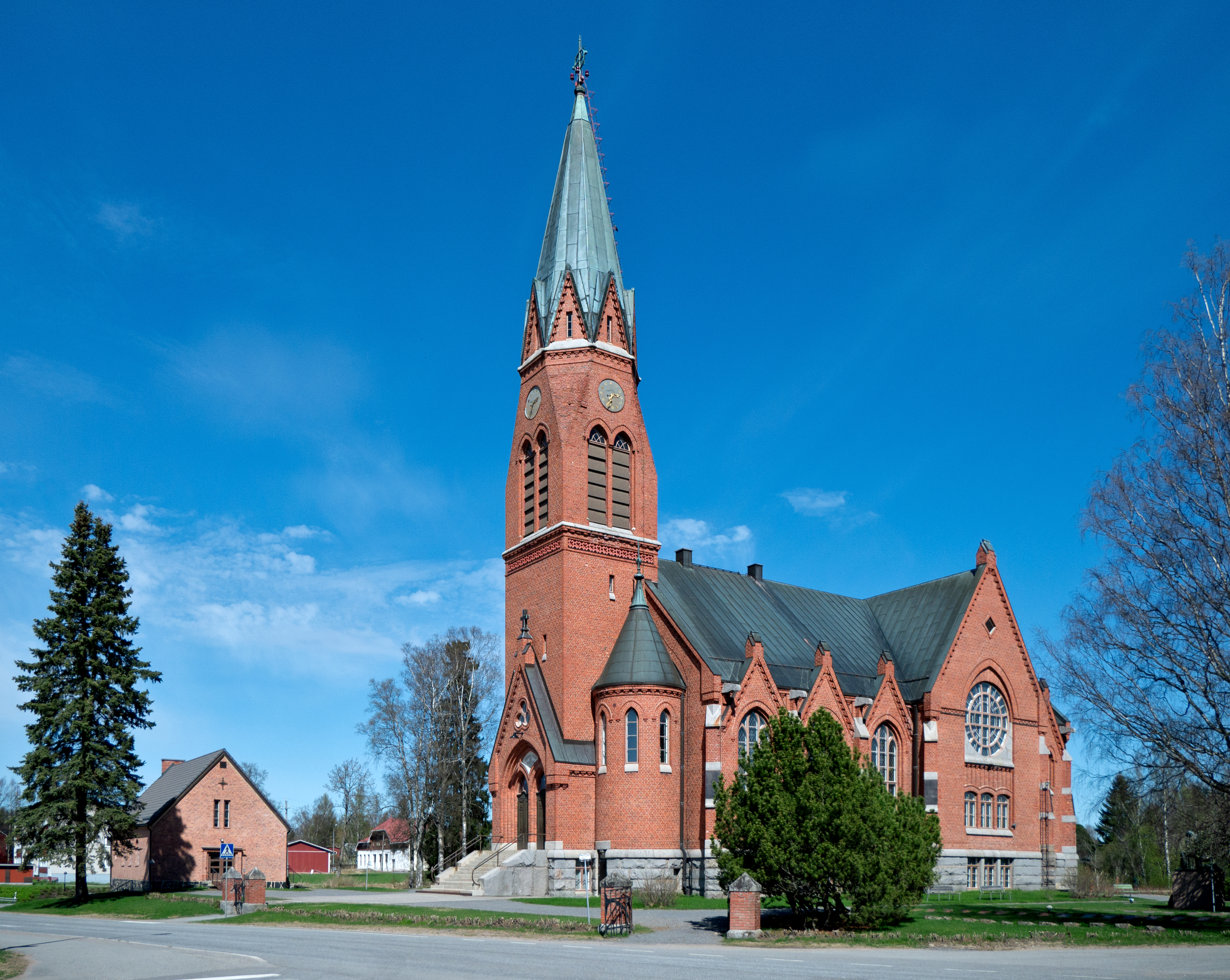
L'église de Kauhava
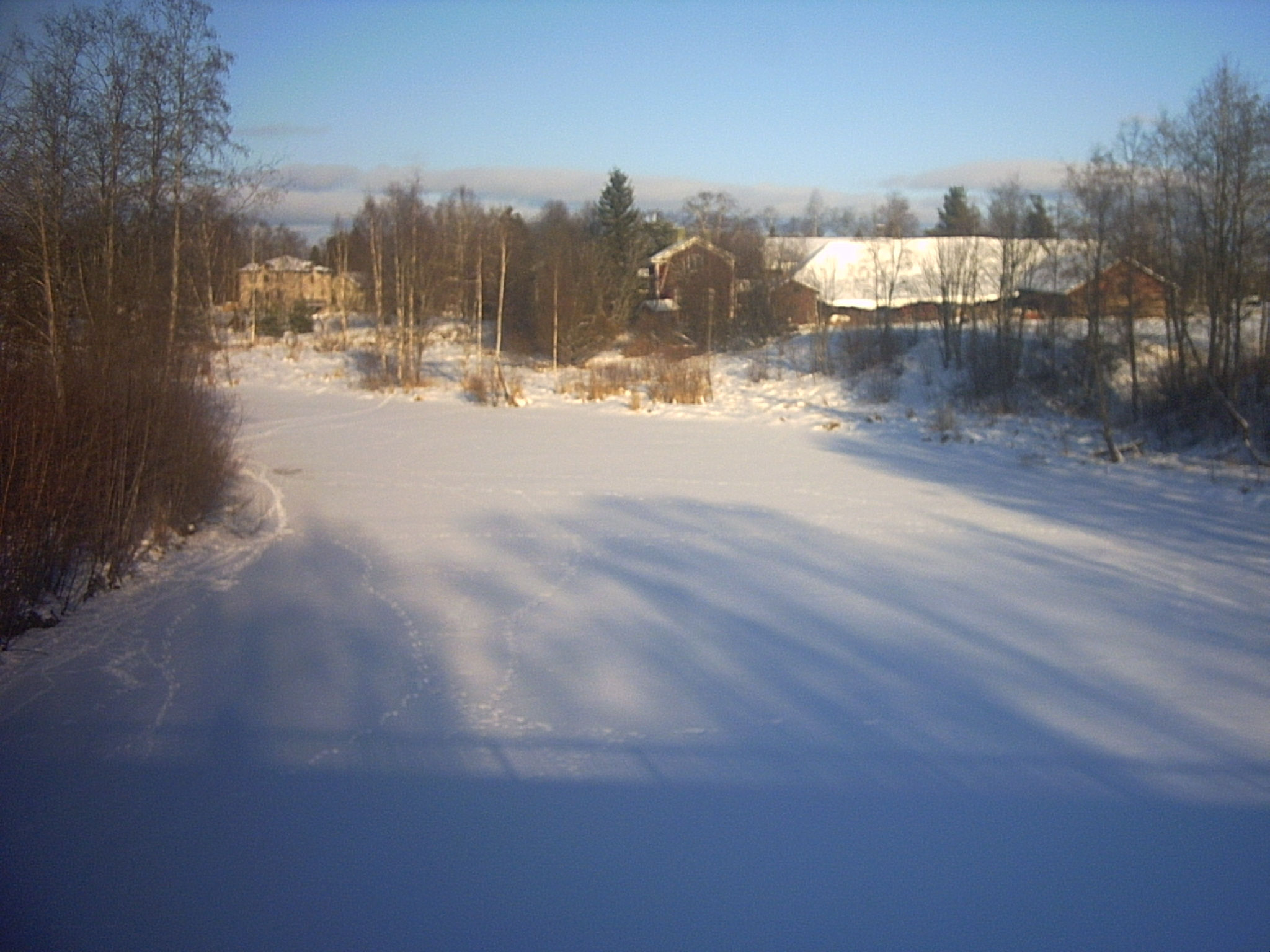
La rivière Kauhavanjoki
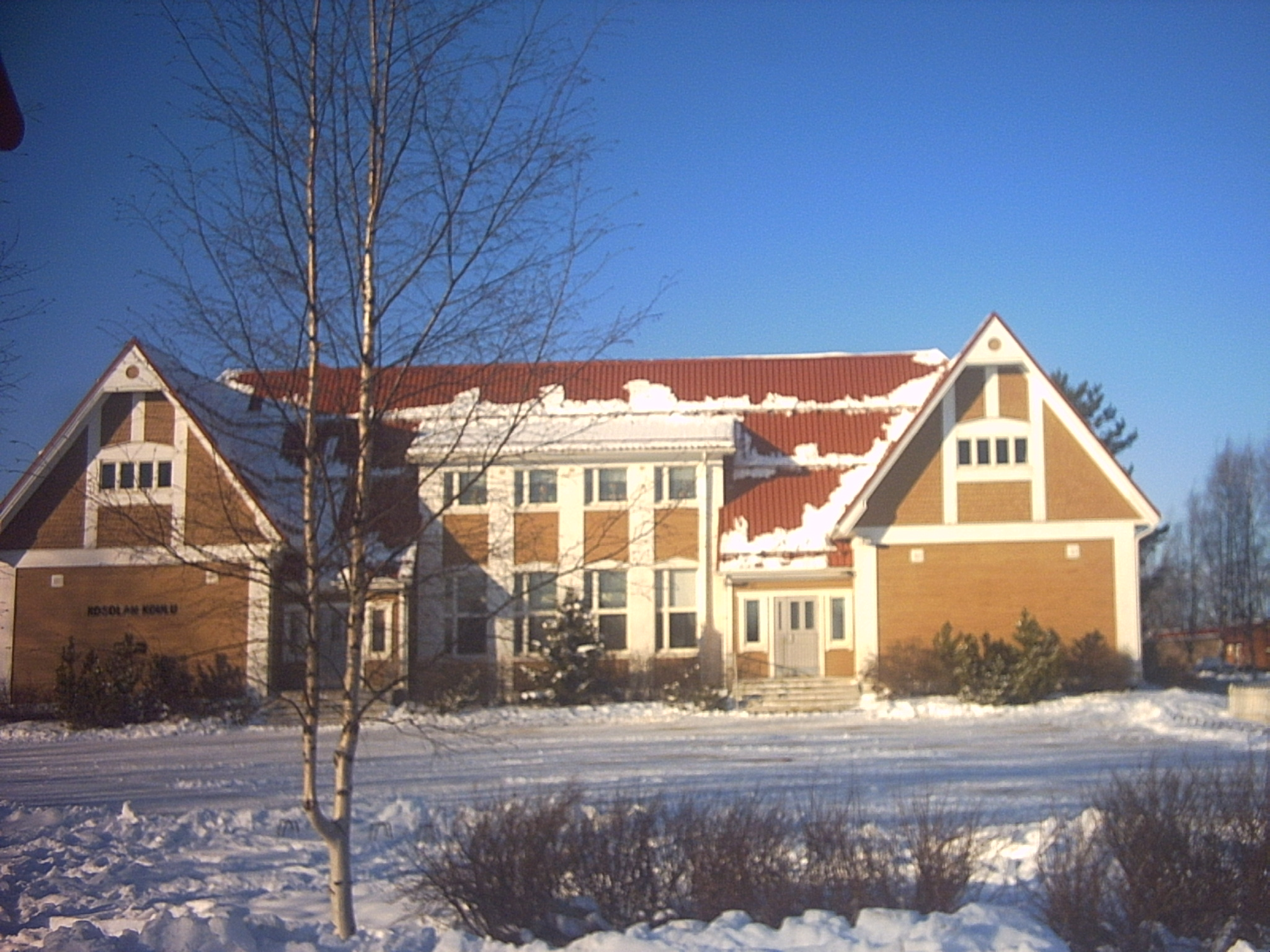
L'école Kosola